# شهرستان میخایلوفسکی (استان ولگوگراد)
شهرستان میخایلوفسکی (به لاتین: Mikhaylovsky District) یک شهرستان در روسیه است که در استان ولگوگراد واقع شده‌است.